# Taras Beha
Taras Ołeksandrowycz Beha, ukr. Тарас Олександрович Бега (ur. 5 lutego 1983 w Kijowie, Ukraińska SRR) – ukraiński hokeista, reprezentant Ukrainy.

## Kariera
- Sokił Kijów 2 (1999-2000)
- HK Kijów (2000-2003)
  -  Sokił Kijów (2002)
- Tours Hockey (2003-2004)
- HK Brześć (2004/2005)
- Chimik-SKA Nowopołock (2004/2005)
- Helsingborgs HC (2004/2005)
- Sokił Kijów (2005)
- Berkut Browary (2005-2006)
- Sokił Kijów (2006-2007)
- Sokił Kijów 2 (2007-2008)
- DHK Latgale (2008)
- Biłyj Bars Biała Cerkiew (2008-2009)
- Berkut Kijów (2009-2010)
- Sokił Kijów / Sokił Kijów 2 (2010-2011)
- Berkut Kijów (2011-2012)
- Sokił Kijów (2012)
- Łewy Lwów (2012-2013)
- Generals Kijów (2013-2014)
- ATEK Kijów (2014-2015)

Wychowanek Sokiłu Kijów. Od 2014 zawodnik ATEK Kijów i jednocześnie grający asystent trenera. W 2015 zdobył z klubem złoty medal mistrzostw Ukrainy.
Był reprezentantem kadr juniorskich Ukrainy. Brał udział w turnieju zimowej uniwersjady edycji 2003. Uczestniczył w turniejach mistrzostw świata juniorów do lat 18 w 2000, 2001 oraz mistrzostw świata juniorów do lat 20 w 2002, 2003.

## Sukcesy
Klubowe
- Srebrny medal mistrzostw Ukrainy: 2002 z Sokiłem Kijów, 2009 z Biłyj Bars Biała Cerkiew, 2010 z Berkutem Kijów, 2011 z Sokiłem Kijów
- Złoty medal mistrzostw Ukrainy: 2008 z Sokiłem Kijów, 2015 z ATEK Kijów
- Brązowy medal mistrzostw Ukrainy: 2012 z Berkutem Kijów

Indywidualne
- Mistrzostwa Ukrainy w hokeju na lodzie (2013/2014):
  - Piąte miejsce w klasyfikacji strzelców w sezonie zasadniczym: 12 goli[3]
- Mistrzostwa Ukrainy w hokeju na lodzie 2015:
  - Trzecie miejsce w klasyfikacji asystentów w sezonie zasadniczym: 11 asyst[4]
  - Trzecie miejsce w klasyfikacji kanadyjskiej w sezonie zasadniczym: 17 punktów[5]